# Children of Camp Blood
Children of Camp Blood ist ein US-amerikanischer Slasher-Film des Regisseurs Mark Polonia aus dem Jahr 2020. Es ist, je nach Zählweise, Teil 10, 11 oder 12 des Franchises und ist eine direkte Fortsetzung zu Ghost of Camp Blood (2018).

## Handlung
Eine Gruppe traumatisierter Teenager ist im Camp Blackwood, bekannt als „Camp Blood“ eingezogen. Dr. Spinner versucht die verwirrten jungen Menschen von ihren, alle auf Verbindungen mit dem Camp Blood beruhenden, Traumata zu befreien. Dabei sollen sie mit ihren Ängsten vor dem Killerclown konfrontiert werden und überwinden. Doch nachdem eine Clownmaske aufgetaucht ist, sind die Patienten verunsichert. Einer nach dem Anderen wird vom Killerclown abgeschlachtet. Schließlich findet Judy heraus, das der Clown Dr. Spinner getötet hat und dessen Rolle eingenommen hat. Es handelt sich um den Bruder des ersten Clowns (aus Camp Blood: First Slaughter). Judy, die Sole Survivor, kann ihn schließlich überwältigen und den Kopf abschlagen. Anschließend zieht sie die Maske auf und lacht.

## Hintergrund
Wie viele Teile der Reihe enthält der Film ausufernde Ausschnitte aus den vorangegangenen Teilen. Verbunden ist das Franchise durch Verwandte aus diesen Teilen, darunter Judy, die Stieftochter von Ginny, Roger der Sohn von Jeb, und  Katie sowie Slick, Freund eines der weiblichen Opfer, alle aus Camp Blood 7 (2017). Hinzu kommt noch Rudy, der Sohn des Mystery-Moderators aus dem Vorgänger Ghost of Camp Blood (2018).
Die Nummerierung der Reihe ist im deutschen mit dem Vorgänger Ghost of Camp Blood erneut durcheinander geraten. In Deutschland erschien der Film am 9. November 2022 im Rahmen des von WMM herausgegebenen Mediabooks Camp Blood Teil 7–10 unsynchronisiert und unter dem Titel Camp Blood 10.

## Kritiken
Wie alle Teile des Franchises wurde der Film von der Kritik kaum beachtet und gilt als Trashfilm. Er gilt jedoch nicht als schlechtester Teil der Serie.